# Щербовы
Щербо́вы и Ще́рба — русский дворянский род польского происхождения, записанный в VI часть родословных книг губерний Орловской, Могилевской и Смоленской.
Ветвь рода Щербовых, по Смоленской губернии, имеет герб, внесённый в VIII часть Общего Гербовника. Есть ещё несколько дворянских родов Щербовых более позднего происхождения.

## Описание герба
В красном поле изображены две львиные лапы, держащие по одному серебряному карабину.
На щите дворянский коронованный шлем. Нашлемник: три страусовых пера, посередине коих видна золотая шестиугольная звезда. Намёт на щите красный, подложенный золотом.